# Jaime Pava Navarro
Jaime Pava Navarro (Honda, Tolima, 28 de agosto de 1928 - Bogotá, D. C., 20 de marzo de 2006) fue un político y empresario colombiano afiliado al Partido Conservador. Fue fundador de la cadena radial Súper en 1972, posterior a la compra en la década anterior de emisoras tales como las pertenecientes al Circuito Tricolor o La voz del Espinal.